# Örnen och kråkan
Örnen och kråkan är en svensk nättidskrift som grundades 2017 av Magnus William-Olsson och utger poesikritik, som sedan sammanställs i årsböcker. Örnen och kråkan erhöll produktionsstöd från Statens kulturråd för första gången 2019 och nominerades till Årets kulturtidskrift 2020.

## Årets poesiförlag
Örnen och kråkan delar sedan 2021 ut en utmärkelse till poesiutgivande förlag i form av en vandringspokal, formgiven av Sara Mannheimer.

### Mottagare
- 2021 – Rámus förlag[5]
- 2022 – Anti editör[6]
- 2023 – 20TAL Bok[7]
- 2024 – Nirstedt/litteratur